# Bokoryuren
Bokoryuren är en holme i Marshallöarna.   Den ligger i kommunen Ailinginae, i den nordvästra delen av Marshallöarna, 700 km nordväst om huvudstaden Majuro. Bokoryuren ligger 4 meter över havet.